# Tonia Couch
Tonia Couch (* 20. Mai 1989 in Plymouth) ist eine britische Wasserspringerin. Sie startete für den Verein Plymouth Diving in den Disziplinen 10-m-Turm- und Synchronspringen. In Synchronwettbewerben sprang sie an der Seite von Stacie Powell und seit 2011 mit Sarah Barrow.
Couch nahm an den Olympischen Spielen 2008 in Peking teil. Im 10-m-Turmspringen wurde sie ebenso Achte wie im 10-m-Synchronspringen zusammen mit Powell. Sie nahm bislang außerdem an vier Weltmeisterschaften teil, 2007 in Melbourne wurde sie Neunte im 10-m-Synchronspringen, 2009 in Rom im 10-m-Turmspringen Achte und 2011 in Shanghai verpasste sie mit Sarah Barrow als Vierte des 10-m-Synchronspringens eine Medaille nur knapp. Diesen Rang konnten sie 2013 in Barcelona wiederholen. Ihr bestes Resultat bei einer Europameisterschaft war ein sechster Rang vom 10-m-Turm 2006 in Budapest.
2006 und 2010 nahm Couch an den Commonwealth Games teil. Sie startete jeweils im Turm- und Synchronspringen und erreichte immer einstellige Platzierungen, konnte jedoch keine Medaille erringen.
Zwischen 2007 und 2010 wurde sie dreimal Britische Meisterin.